# Bexbach
Bexbach és una ciutat i municipi del districte de Saarpfalz a l'estat federat alemany de Saarland. Està situada tocant el riu Blies, aproximadament a 6 km a l'est de Neunkirchen i a 25 km al nord-est de Saarbrücken.

## Nuclis
La ciutat actual de Bexbach neix al 1974 de la fusió dels municipis següents:
- Bexbach
- Oberbexbach
- Frankenholz
- Höchen
- Niederbexbach
- Kleinottweiler